# Dichelia alexiana
Dichelia alexiana är en fjärilsart som beskrevs av Julius Thomas von Kennel 1918. Dichelia alexiana ingår i släktet Dichelia och familjen vecklare. Inga underarter finns listade i Catalogue of Life.